# Религия в Йемене

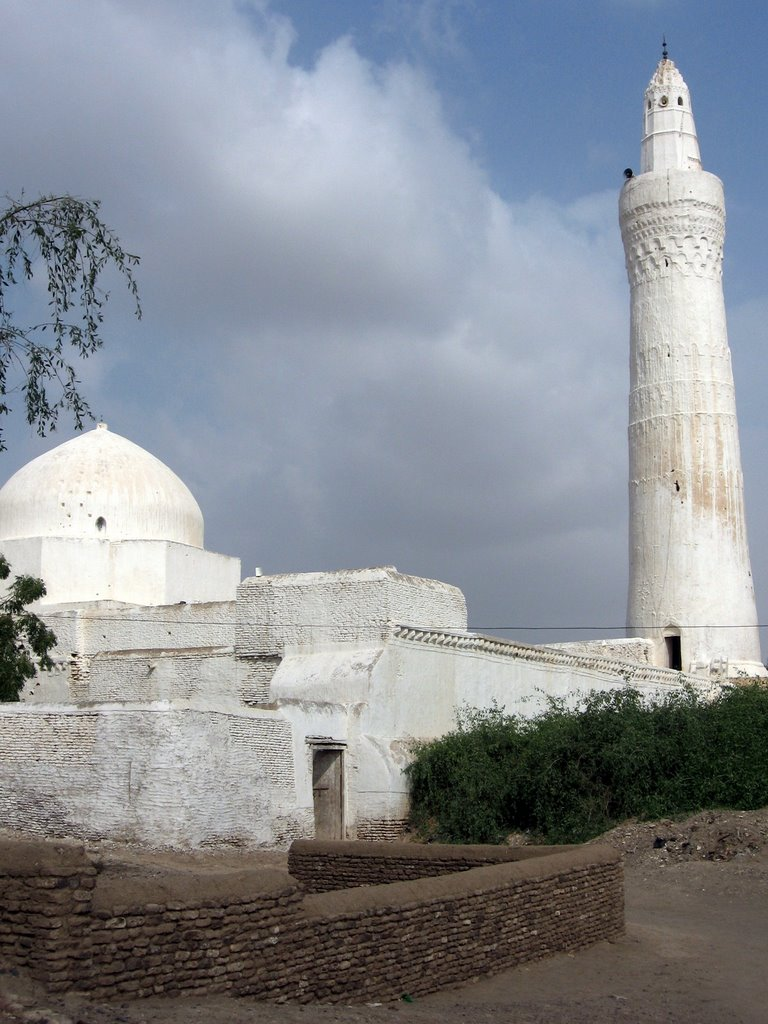
Мечеть в Забиде

Первая статья конституции Йеменской республики гласит, что Йемен — исламское государство. В конституции также сказано, что государственной религией Йемена является ислам (статья 2), и исламский шариат служит источником законодательства (статья 3). Немусульманам запрещено проповедовать свою веру; йеменским мусульманам запрещено переходить в другую религию. Вероотступничество, то есть переход бывшим мусульманином в другую религию или неверие, может повлечь за собой смертную казнь. Иммигрантам-христианам запрещены свободные богослужения за пределами частных домов.
Большинство жителей Йемена — мусульмане. В стране проживают также и представители других религий — христиане, индуисты, бахаи, иудеи и др.

## Ислам
Подавляющее большинство жителей Йемена (99 %) — мусульмане. При этом, чуть более половины йеменских мусульман являются суннитами шафиитского толка. Шафииты преобладают на юге страны и у прибрежной полосы. Там же, у прибрежной полосы, селится небольшая община суннитов-ханифитов. На крайнем востоке страны имеется небольшое число суннитов-маликитов.
В Йемене представлена крупная община шиитов (8 — 10 млн верующих; 35-40 % мусульман). Шииты преобладают на севере страны, где составляли большинство в Йеменской Арабской Республике. Самая крупная группа шиитов — это зейдиты; их особенно много в горной части страны. Зейдиты составляют подавляющее большинство жителей мухафазы Саада и Сана. В Адене живут шииты-двунадесятники. В стране также имеется небольшая группа исмаилитов.
На востоке Йемена встречаются представители ибадизма — хариджитского мусульманского течения, отличающегося и от суннитов, и от шиитов. В стране растёт число сторонников некоторых околомусульманских групп, в первую очередь это ахмадийцы.
Статья 12 Уголовного кодекса Йемена, принятого в 1994 году и изменённого Законом № 24 от 2006 года, определяет вероотступничество как преступление, рассматриваемое в соответствии с шариатом. Статья 259 Уголовного кодекса Йемена устанавливает, что лица, совершившие акт вероотступничества, то есть переход в другую религию, либо отказ от веры, подлежат смертной казни. Однако закон также предусматривает, что если в отведённый срок осуждённый раскается, вернётся к исламу и откажется от своей новой веры, смертная казнь может быть отменена.
Известны случаи, когда граждане Йемена были арестованы и обвинены в вероотступничестве за выражение своих религиозных убеждений или критику ислама. Одним из прецедентов является случай Али Касима аль-Саиди, гражданина Йемена, который в 2012 году был задержан правоохранительными органами и обвинён в вероотступничестве в связи с размещением критичных к исламу материалов на своей персональной странице в Facebook.

## Индуизм
Вторую по численности (после ислама) религию в стране представляют индуисты. В 2010 году в Йемене проживало 155 тыс. последователей индуизма; индуисты составляли 0,6 % населения Йемена. Все они — выходцы из Южной Азии, в первую очередь из Индии и Пакистана. В Адене функционирует индуистский храм.

## Христианство

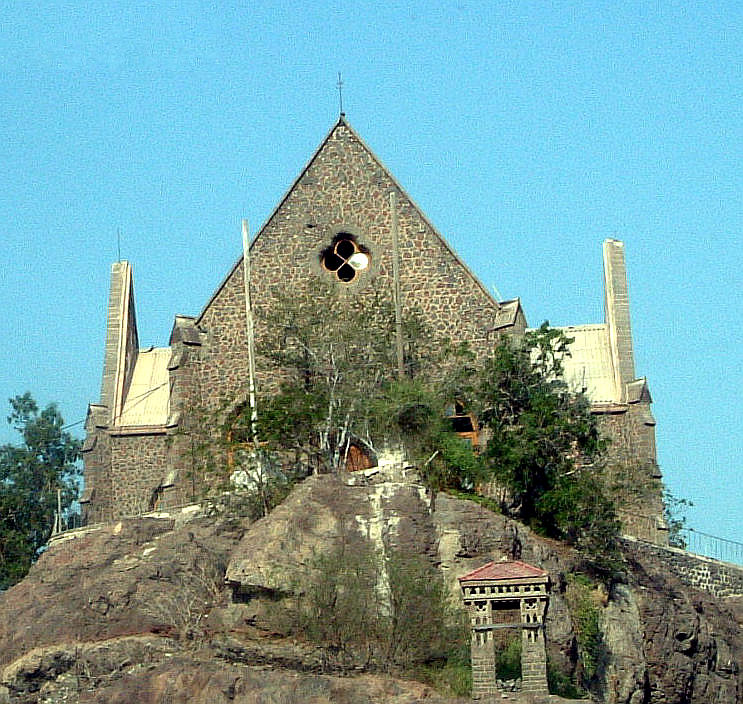
Церковь Св. Иосифа в Адене, построенная англичанами в 1850 году. В настоящий момент пустует

В Йемене имеется ок. 40 тыс. христиан. Часть из них — живущие в стране европейцы и американцы. Также, предполагается, что в Йемене существуют общины криптохристиан, вынужденных скрывать свою веру. По некоторым данным, криптохристианами являются 2,5 тыс. местных жителей и ещё 15-25 тыс. переселенцев из Эфиопии и Эритреи.
По числу последователей протестанты (30 тыс.) являются крупнейшим направлением христианства в Йемене. Протестанты представлены несколькими конфессиями, в первую очередь это пятидесятники (7,1 тыс. в 2000 году). В Адене открыт храм англиканской церкви.
Численность католиков оценивается в 6 тыс. человек. Среди выходцев из Эфиопии и Эритреи имеются приверженцы Древневосточных православных церквей — Эфиопской и Эритрейской.
В Йемене регулярно фиксируются случаи преследования христиан.

## Иудаизм

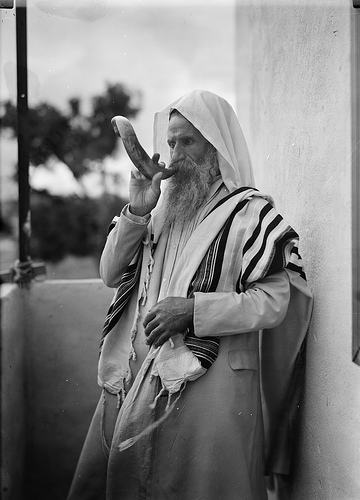
Йеменский еврей трубит в шофар, фото ок. 1934-39 гг.

Считается, что евреи начали селиться в Йемене до падения Первого Храма. Существуют древние свидетельства присутствия еврейской общины, начиная с III века до н. э. до III века н. э.
В 1948 году в Йемене проживало 55 тыс. евреев, а в британской колонии Аден — 8 тыс. евреев. Большинство из них Израиль эвакуировал по воздуху в 1949—1950 гг.
По оценкам, в 2010 году в стране оставалось до 1,3 тыс. иудеев. Проживают они в основном на севере страны, в городе Сана и являются ремесленниками и мелкими торговцами; в Йемене функционируют две синагоги. Эмиграция евреев из Йемена продолжается; так, в 2011 году в Израиль репатриировались ок. 150 иудеев.

## Другие
Согласно Всемирной христианской базе данных в 2005 году община бахаи насчитывала в стране 1,3 тыс. человек. Также, в Йемене проживают зороастрийцы (1,3 тыс.), джайны, буддисты и сикхи (около сотни последователей каждая религия).
Численность агностиков оценивается в 22 тыс. человек, ещё 4,8 тыс. жителей Йемена — атеисты.